# Sakaraha
Sakaraha – miasto w południowo-zachodniej części Madagaskaru, w regionie Atsimo-Andrefana. W 2005 roku liczyło 21 197 mieszkańców.
Przez miasto przebiega droga Route nationale 7.
Dnia 31 stycznia 2007 roku saudyjski biznesmen Mohammed Jamal Khalifa został zamordowany przez 25-30 uzbrojonych mężczyzn podczas wizyty w kopalni kamieni szlachetnych, które posiadał w Sakamilko, w pobliżu miasta Sakaraha. Choć wszystkie jego rzeczy zostały skradzione, istnieją pewne przypuszczenia, że śmierć mogła mieć podłoże politycznie.
W 2011 roku w pobliżu miasta koncern Madagaskar Southern Petroleum (MSP) odkrył naturalne złoża gazu ziemnego.